# Джонсон, Беседка
Бесе́дка Джо́нсон (англ. Besedka Johnson; имя при рождении — Беатри́с Ви́виан Диви́ч; 5 октября 1925, Детройт, Мичиган, США — 4 апреля 2013, Глендейл, Калифорния, США) — американская актриса, получившая известность в возрасте 86 лет, сыграв Сэди в фильме «Старлетка» (2012), свою первую и единственную роль.

## Биография

### Ранние годы
Беатрис Вивиан Дивич в Детройте 5 октября 1925 года. Она была одним из двух детей Милана и Фрэнсис Дивич. В подростковом возрасте вместе с семьёй переехала в Южную Калифорнию.

### Карьера
Джонсон некоторое время работала моделью. В 1960-х годы она взяла прозвище «Беседка» в честь магазина одежды, которым она владела и управляла в долине Сан-Фернандо. Позже Джонсон открыла ещё один магазин одежды «Беседка» на Риверсайд-драйв в Северном Голливуде, который закрылся в 1981 году. После она некоторое время управляла квартирой в Сан-Франциско, а затем вернулась в Лос-Анджелес.
В 2011 году Джонсон перенесла операцию на колене. В рамках реабилитации она начала заниматься плаванием в YMCA, где её заметил кинопродюсер, искавший пожилую женщину для роли в фильме. На тот момент Джонсон было 85 лет. В итоге она получила главную роль в драматическом фильме Шона Бейкера «Старлетка» (2012), ставшую её первой и единственной ролью. За свою актёрскую игру Джонсон заслужила похвалу от критиков и несколько наград.

### Смерть
4 апреля 2013 года в возрасте 87 лет Джонсон скончалась от осложнений после операции по удалению бактериальной инфекции в госпитале Glendale Memorial Hospital в Глендейле, штат Калифорния. У неё остались трое сыновей и две внучки.

## Личная жизнь
Беатрис Дивич вышла замуж за художника и взяла его фамилию Джонсон. В браке родилось трое сыновей: Джим, Марк и Ллойд. Позже она развелась, вышла замуж во второй раз и снова развелась.

## Фильмография
| Год  |   | Русское название | Оригинальное название | Роль |
| ---- | - | ---------------- | --------------------- | ---- |
| 2012 | ф | Старлетка        | Starlet               | Сэди |

## Награды
| Год  | Награда                          | Категория              | Работа    | Результат |
| ---- | -------------------------------- | ---------------------- | --------- | --------- |
| 2012 | Кинофестиваль South by Southwest | Специальный приз жюри  | Старлетка | Победа    |
| 2013 | «Независимый дух»                | Премия Роберта Олтмена | Старлетка | Победа    |